# کپلر-۵۱
کپلر-۵۱ (انگلیسی: Kepler-51) ستاره‌ای شبیه به خورشید (خورشیدسان) است که سن آن حدود تنها ۵۰۰ میلیون سال است. این سیاره توسط سه سیارهٔ فوق‌پفکی کپلر–۵۱بی و سی و دی که کمترین چگالی شناخته‌شده را در بین سیاره‌های فراخورشیدی دارند، می‌چرخند. بزرگی این سه سیاره همگی به اندازهٔ مشتری هستند اما جرم آنها تنها چند برابر جرم زمین است.